# Keio Challenger International Tennis Tournament 2002
Il Keio Challenger International Tennis Tournament 2002 è stato un torneo di tennis facente parte della categoria ATP Challenger Series nell'ambito dell'ATP Challenger Series 2002. Il torneo si è giocato a Yokohama in Giappone dal 25 novembre al 1º dicembre 2002 su campi in cemento.

## Vincitori

### Singolare
Hyung-Taik Lee ha battuto in finale  John van Lottum con il punteggio di 2–6, 7–6(2), 7–6(6).

### Doppio
Lu Yen-hsun /  Danai Udomchoke hanno battuto in finale  Ivo Karlović /  Mark Nielsen con il punteggio di 7–6(5), 6–3.